# Lancelot Ncube
Lancelot Tsingkatsikou Sakile Ncube, född 25 september 1996, är en svensk skådespelare.

## Biografi
Lancelot Ncube antogs som 19-åring till skådespelarutbildningen vid Stockholms dramatiska högskola där han studerade 2016–2019.
Ncube spelade en av rollerna Klipp han på Fryshuset 2017. Föreställningen var ett samarbete mellan Teater Fryshuset och Unga Dramaten, handlade om skottlossningar i Sverige och bygger på berättelser från både brottsoffer och förövare i utsatta områden. Pjäsen sattes även upp vid Malmö Stadsteater. År 2019 porträtterade han Jimi Hendrix i en biroll i dramaserien Vår tid är nu på SVT. Ncube uppmärksammades när han spelade rollen som IS-värvaren Ibbe i dramaserien Kalifat i SVT år 2020. Med start 2020 medverkar han i Uppsala Stadsteaters uppsättning av De kommer drunkna i sina mödrars tårar.
År 2020 utsågs han till årets Rising Star vid Stockholms filmfestival.

## Filmografi i urval
- 2019 – Dröm (TV-serie)
- 2019 – Vår tid är nu (TV-serie)
- 2020 – Kalifat (TV-serie)
- 2020 – Normala människor (TV-serie)
- 2021 – Skitsamma (TV-serie)
- 2023 – Sjölyckan (TV-serie)
- 2023 – Beck – Dödläge
- 2024 – Ronja Rövardotter (TV-serie)

## Teater

### Roller (ej komplett)
| År   | Roll      | Produktion                                       | Regi                 | Teater                   |
| ---- | --------- | ------------------------------------------------ | -------------------- | ------------------------ |
| 2021 | Christian | Cyrano de Bergerac Martin Crimp                  | Alexander Mørk-Eidem | Kulturhuset Stadsteatern |
| 2024 | Hassel    | Den långa flykten (Watership Down) Richard Adams | Alexander Mørk-Eidem | Kulturhuset Stadsteatern |